# Jakovlev Jak-9
De Jakovlev Jak-9 (Russisch: Яковлев Як-9) was een eenmotorig jachtvliegtuig van de Sovjet-Unie gedurende de Tweede Wereldoorlog. Het werd ontworpen door Jakovlev. De Jak-9 was een ontwikkeling van een experimentele versie van de Jakovlev Jak-7. De Jak-9 was het eerste jachtvliegtuig van Jakovlev dat helemaal van metaal gefabriceerd was. Het toestel werd voor het eerst ingezet in 1943. Vanaf 1944 was de Jak-9 het belangrijkste jachtvliegtuig van de Sovjet-Unie. Naast de rol als jachtvliegtuig kon het toestel ook ingezet worden als jachtbommenwerper en verkenningsvliegtuig.

## Ontwikkeling
De Jak-9 was een ontwikkeling van een experimentele versie van de eerdere Jak-7. Het was een versie van de Jak-7 van hout en metaal bestond. De Jak-9 werd ongeveer tegelijk met de Jak-3 ontworpen. De Jak-9 werd ontworpen door Aleksandr Sergejevitsj Jakovlev rond een Klimov-V-motor. Het toestel was bewapend met een 20 mm SjVAK snelvuurkanon met 120 granaten en een 12,7 mm machinegeweer met 200 patronen. De cockpit bood goed zicht en het vliegtuig was robuust en kon aangepast worden voor andere rollen dan die van jager alleen. Gevechtservaringen van piloten die met de Jak-7 gevlogen hadden werden in de Jak-9 gebruikt. Het vliegtuig kwam in oktober 1942 in dienst.

## Varianten
- Jak-9
  - Het originele toestel.

- Jak-9B
  - De Jak-9B, ook wel Jak-9L genoemd, was een versie van het toestel waarbij het omgebouwd werd tot jachtbommenwerper. De Jak-9L had een intern bommenruim voor 400 kg bommen.

- Jak-9D
  - Dit was een versie van de Jak-9 met een vergroot bereik van 1360 km. De bewapening was het standaard 20 mm snelvuurkanon met 12,7 mm machinegeweer. 3058 Jak-9D’s werden gebouwd.

- Jak-9DD
  - De Jak-9DD had een bereik van 2200 km door nog meer brandstof mee te voeren dan de Jak-9D.

- Jak-9K
  - De K-versie had een Noedelman-Soeranov NS-45 45 mm snelvuurkanon door de propelleras in plaats van het 20 mm SjVAK snelvuurkanon. 53 werden ervan gebouwd. Van 13 augustus tot 18 september 1944 vochten ze in het 3e Wit-Russische Front en van 15 januari 1945 tot 15 februari 1945 in het 2e Wit-Russische Front.

- Jak-9M
  - De Jak-9M was een variant met beter zicht voor de piloot. De bewapening van de Jak-9M varieerde per fabrikant.

- Jak-9R
  - De R-variant was een verkenningsvliegtuig.

- Jak-9U
  - De Jak-9U gebruikte de Klimov VK-107A V-23 met watergekoelde motor van 1500 pk. Het bereik was 675 km. De bewapening was een 20 mm SjVAK snelvuurkanon en twee 12,7 mm machinegeweren.

- Jak-9T
  - De Jak-9T of “Tankovy” was een Jak-9 die was aangepast om tanks te vernietigen. Het type kreeg een 37 mm Noedelman-Soeranov NS-37 snelvuurkanon dat door de holle propellerbuis schoot. 2748 Jak-9T’s werden gebouwd.

- Jak-9V
  - De Jak-9V of “Vyviznoy” was een lesvliegtuig van het toestel.

## Specificaties (Jak-9U)

### Algemene specificaties
- Bemanning: 1
- Spanwijdte: 9,77 m
- Lengte: 8,55 m
- Hoogte: 2,96 m
- Vleugeloppervlakte: 17,15 m²
- Leeggewicht: 2716 kg
- Maximaal startgewicht: 3098 kg
- Aandrijving: 1 x Klimov VK-107A watergekoelde V-motor met 1700 pk vermogen

### Prestaties
- Maximale snelheid: 698 km/h
- Actieradius: 870 km
- Dienstplafond: 10650 m
- Klimsnelheid: 25 m/s

### Bewapening
- Boordgeschut:
  - 1 x 20 mm SjVAK snelvuurkanon in de propellerbuis en
  - 2 x 12,7 mm Berezin UBS machinegeweren [1]
- Bommen: tot 400 kg bommenlast[2]